# Кочубей Віктор Сергійович
Князь Віктор Сергійович Кочубей (11 жовтня 1860 — 4 грудня 1923) — російський генерал, ад'ютант спадкоємця цесаревича Миколи, начальник Головного управління уділів Міністерства Імператорського Двору та Уділів, один із членів-засновників Імператорського Православного Палестинського Товариства.

## Біографія

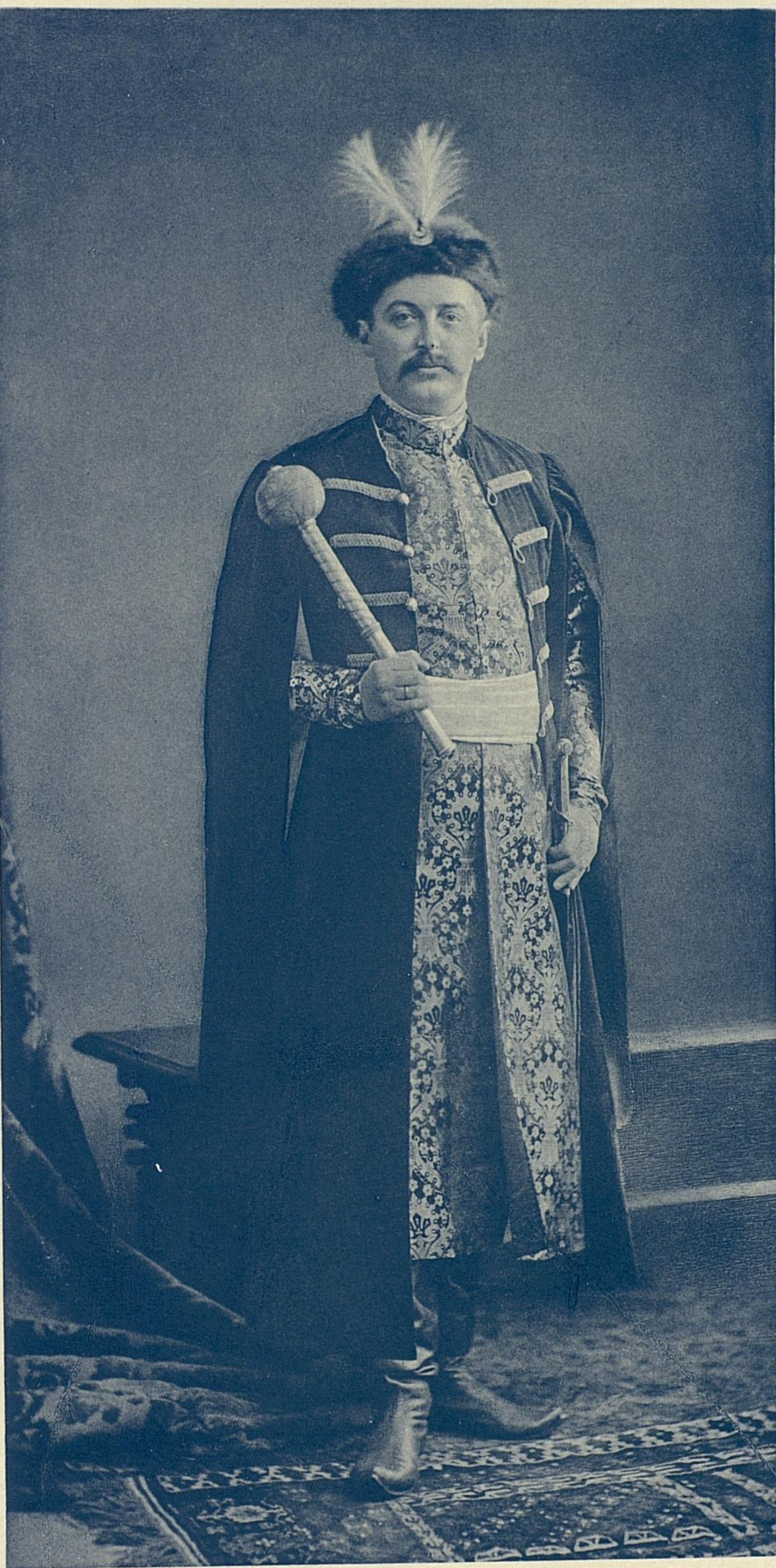
В одязі полковника війська Запорізького на костюмованому балу 1903

Син князя Сергія Вікторовича Кочубея (полтавського губернського предводителя дворянства) і графині Софії Олександрівни Бенкендорф. Онук міністра внутрішніх справ князя В. П. Кочубея і шефа Окремого корпусу жандармів графа А. Х. Бенкендорфа, племінник нумізмата князя Ст. Ст. Кочубея.
Здобув домашню освіту, в 1878 році витримав офіцерський іспит при Михайлівському артилерійському училищі. З 1879 року служив у Кавалергардском полку.
Чини: підпоручик (1879), корнет гвардії (1879), поручик (1885), штабс-ротмістр (1889), ротмістр (1894), флігель-ад'ютант (1894), полковник (1898), генерал-майор із зарахуванням до Почту Його Імператорської Величності (1899), генерал-ад'ютант (1909), генерал-лейтенант (1911).
Князь Кочубей був одним з найбільших землевласників Полтавської губернії. У Петербурзі жив у власному особняку на Фурштатській вулиці, зведеному у 1908-1910 роках архітектором Мельцером.
У 1892-1894 роках був ад'ютантом спадкоємця цесаревича Миколи Олександровича, супроводжував його в подорожі на Схід (1890-1891). У 1899-1917 роках очолював Головне управління уділів Міністерства Імператорського Двору та Уділів.

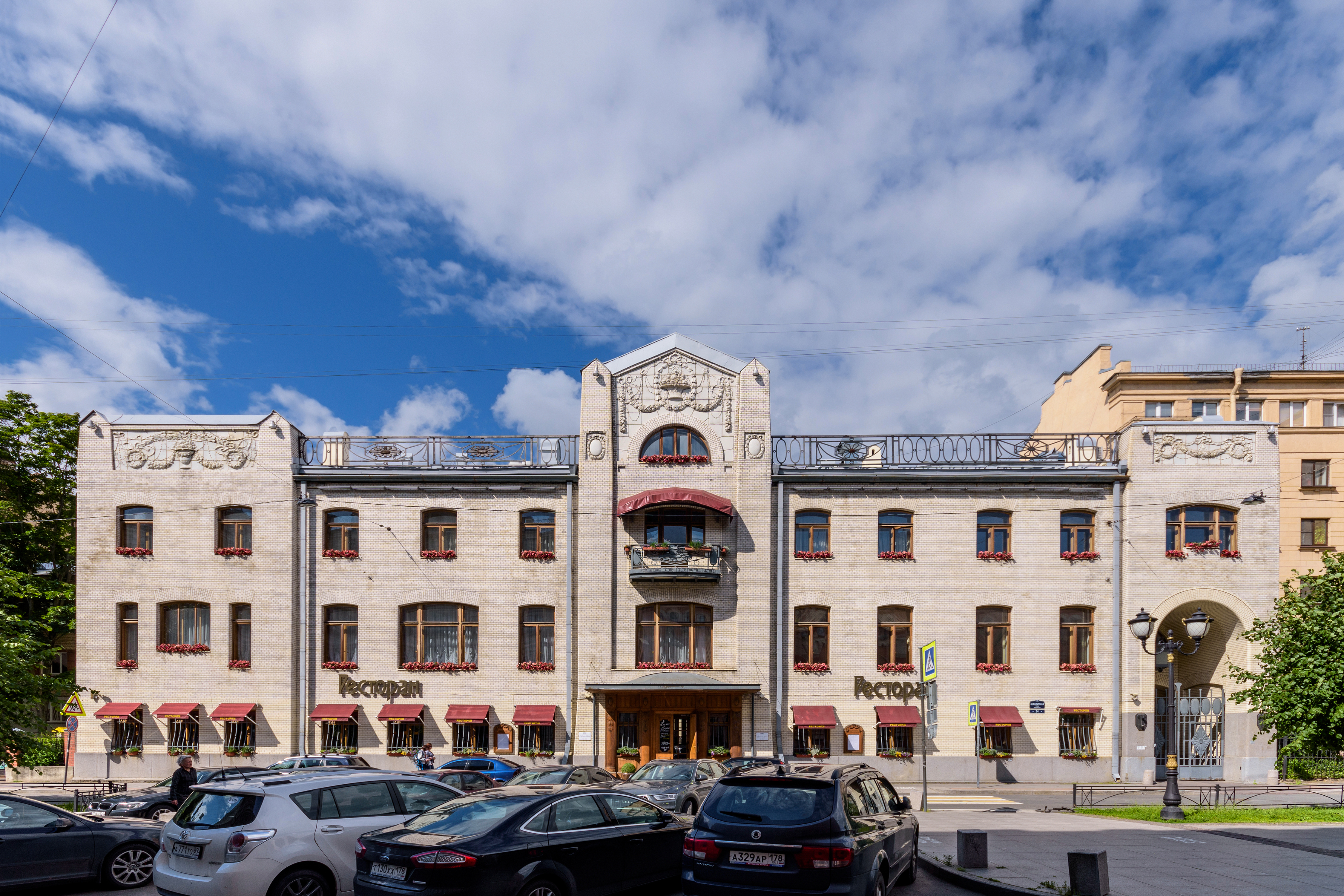
Особняк Кочубея на Фурштатській вулиці в Санкт-Петербурзі

У 1910 році в Парижі була опублікована книга князя Кочубея «Озброєна Росія, її бойові основи», в якій він зробив спробу «об'єктивно оцінити ступінь готовності Росії до майбутньої загальноєвропейської війни та перспективи участі в ній». При цьому Віктор Сергійович проявив себе як «неабиякий військовий і державний діяч», а його висновки про стан російської армії були подібні «пророцтва Кассандри.»
Заарештовувався під час Лютневої революції, був відпущений за наказом Керенського. 19 квітня 1917 звільнився від служби через хворобу і переїхав до Києва, потім емігрував.
Лев Успенський у своїх «Записках старого петербуржця» розповідав, що для поїздок на візнику князь «вибирав найстрашнішу пролетку, самі ледь живі санки, самого разнесчастного мужичонку (флюс і одного ока немає!)».
Помер 4 грудня 1923 року в німецькому Вісбадені. Похований на місцевому кладовищі.

## Родина

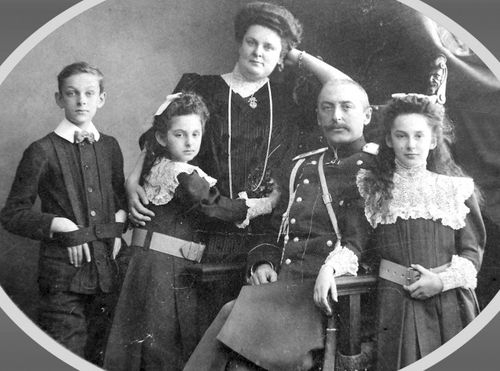
Князь В. С. Кочубей з дружиною і дітьми

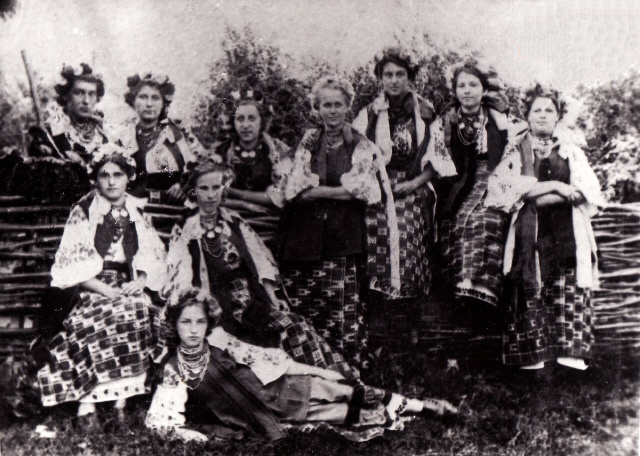
Диканські дівчата (перша і п'ята дочки
В. С. Кочубея Надія і Софія), ~1912 рік

Дружина (з 22 березня 1892) — княжна Олена Костянтинівна Білосельска-Білозерська (1869-1944), фрейліна двору (з 1888); дочка князя Костянтина Есперовича Білосельского-Білозерського від шлюбу з Надійною Дмитрівною Скобелевою. За словами А. А. Мосолова, княгиня Олена Кочубей «за своїм і чоловіка смакам, не любила світського життя, відчувала себе краще в історичному маєтку Кочубеїв під Полтавою Диканьці і там приймала лише близьких друзів князя». Померла в еміграції в Парижі. Їх діти:
- Віктор (1893-1953), випускник Пажеського корпусу, офіцер Кавалергардського полку. В еміграції у Франції, потім у США.
- Надія (1894-1967), в шлюбі за графом Іваном Дмитровичем Толстим.
- Софія (1896-1920), з 1918 року одружена з полковником Георгієм Степановичем Воєводським (1891-1954). В лютому 1920 року разом з чоловіком виїхала з Севастополя в Константинополь, де незабаром померла від тифу.

## Нагороди
- Орден Святої Анни 3-го ст. (1896);
- Орден Святого Володимира 3-го ст. (1902);
- Орден Святого Станіслава 1-го ст. (1904);
- Орден Святої Анни 1-го ст. (1907);
- Орден Святого Володимира 2-го ст. (1913);
- Орден Білого Орла (22.03.1915).